# Відас Блекайтіс
Відас Блекайтіс (лит. Vidas Blekaitis, нар. 14 квітня 1972, Бірштонас, Литва) — відомий литовський стронгмен. У 2007 році у світовому рейтингу стронгменів він посів почесне четверте місце. Окрім цього він посів четверте місце у змаганні Арнольд Стронґмен Класік. Блекайтіс три рази змагався на Чемпіонаті Світу зі стронґмену (7-е в 2005 році, 4 в 2006 році і 6 в 2007 році).
15 серпня 2010 року Відас був одним з дев'яти найкращих стронгменів світу які в російському місті Ульяновськ тягнули літак Ан-124 з показниками 6,39 метра за 13,47 секунди. Цей рекорд було занесено до переліку російських рекордів та відправлено на перегляд у Лондон для подальщого занесення до Книги Рекордів Гінесса. 13 серпня 2011 у Фінляндії він посів призове друге місце у змаганні Велетні НаЖиво! що дало йому змогу проходити відбір до змагання за звання Найсильнішої Людини Світу де він однак не пройшов далі відбіркового туру. 28 вересня 2013 року брав участь у змаганні для стронгменів Forex Trend Cup 2013 що його улаштовує Федерація стронгменів України за підтримки управління у справах молоді та спорту Дніпропетровської міської ради.

## Реаліті-шоу
У 2009 році Блекайтіс був запрошений на литовське шоу «Танцюй зі мною» однак вибув, не досягнувши фіналу.
У 2014 році брав участь у литовській версії Celebrity Splash!